# Agulo
Agulo ist die kleinste der sechs Gemeinden der Kanareninsel La Gomera. Das gut erhaltene, ursprüngliche Dorf Agulo ist Hauptsitz der Gemeinde.

## Allgemeines
Mit Agrarwirtschaft, dem Fischfang, dem Anbau von Wein und Bananen (Platanos) verdienen die Gomeros ihren Lebensunterhalt. Die Landschaft ist geprägt von fruchtbaren Terrassenfeldern, schroffen Steilwänden und einem wundervollen Blick auf das Meer. Der Tourismus beschränkt sich auf Tagesausflügler und wenige Gästezimmer.
Der Ort Agulo, von den Einheimischen als der grüne Balkon bezeichnet, besteht aus zwei Teilen. In der tiefer gelegenen Region liegt Agulo Casco, von einem natürlichen Amphitheater umgeben, in dem sich die drei Orte La Montañeta, Las Casas, El Charco, und etwas abgelegen, das Gehöft Caserio de Lepe befinden. Oberhalb liegt der Ortskern Agulo auf einer Höhe von etwa 250 Metern, er wurde in den 20er Jahren des 17. Jahrhunderts gegründet. Die geschlossene Siedlungsform Agulos ist einzigartig. Die höher gelegene Zone von Sobreagulo mit den Ortsteilen Las Rosas, La Palmita, Meriga (der Meriga-Wald wurde von der UNESCO zum Weltkulturerbe erklärt) und Cruz de Tierno liegen in der Nähe des Nationalparks Garajonay. Die bescheidene Bevölkerung stellt weiterhin die typischen Handwerksprodukte der Insel her. Der Aussichtspunkt Abrante bietet einen spektakulären Blick auf den Kessel von Agulo mit der Insel Teneriffa als Hintergrund.

## Orte der Gemeinde Agulo
Die Bevölkerungszahlen in Klammern stammen aus dem Jahr 2007.
- Agulo (700)
- La Palmita (43)
- La Vega (76)
- Las Rosas (63)
- Lepe (17)
- Cruz de Tierno (67)
- Juego de Bolas (25)
- Meriga (33)
- Pajar de Bento (102)
- Pjedra Gorda (9)
- Serpa (39)

## Sehenswürdigkeiten
- Der alte Ort Agulo selbst
- Kirche Iglesia de San Marcos wurde nach Plänen des Architekten Pintor y Ocete um 1920 im maurischen Stil erbaut. Innen birgt sie eine Christusfigur des kanarischen Künstlers Pérez Donis.
- Süßwaren (Torta de Cuajada, eine auf Basis geronnener Milch gebackene Köstlichkeit)